# Стевија
Стевија је род од око 240 биљних врста у породици сунцокрета (Asteraceae) пореклом из тропских предела западне Северне Америке и Јужне Америке. Stevia rebaudiana је позната и као слатки лист или шећерни лист. Биљка се првенствено гаји због слатког лишћа које је моћни природни заслађивач и замена за шећер. Слаткоћа стевијиних листова интензивнија је и дуготрајнија од слаткоће обичног шећера иако неки њени екстракти у високим концентрацијама могу остављати и горкаст укус. 
Уобичајена концентрација Stevia rebaudiana може бити и до 300 пута слађа од исте количине обичног шећера. Стевија се нарочито користи у дијетама у којима се жели смањити калоријски унос (иако веома слатка, стевија је скоро без калорија) или узимати храна са ниским гликемијским индексом.
Стевија се у Јужној Америци користи више од 1500 година, док се у Јапану користи већ деценијама. У САД и Европској унији званичне здравствене организације су у почетку биле резервисане према стевији. Данас је у САД он дозвољен као додатак исхрани, а не као основна намирница, док је 2010. Европска унија одобрила слободну продају стевије. Сумњичавост је била последица резултата експеримената на животињама у којима је коришћење стевије наводно штетило здрављу експерименталних животиња. Због подељеног мишљења стручњака о њеној корисности, неке земље и даље не дозвољавају коришћење стевије.
Стевија се продаје као прах, сируп, млевено лишће, таблете, а због антибактеријских својстава чак и као паста за зубе.